# Ivo Georgiev
Ivo Georgiev (Иво Георгиев; Sofia, 12 maggio 1972 – Sofia, 13 novembre 2021) è stato un calciatore bulgaro, di ruolo attaccante.

## Carriera
Fu capocannoniere del campionato bulgaro nel 1996.